# Padež, Zagorje ob Savi
Padež je naselje v Občini Zagorje ob Savi.

## Izvor krajevnega imena
Občnoimenski pomen slovenske besede padež je 'svet, ki se pogreza', to je 'vrtača, zakrasela senožet, vegasta ravan'. Beseda je izpeljana iz pásti. V starih listinah se kraj omenja leta 1444 in dem Pades, 1451 Obepades in Niderpades.